# Suzon (Auguste Rodin)
Suzon es una escultura de Auguste Rodin, concebida en torno a 1872 y 1873 durante su primera etapa como artista, pues en estos años Rodin se dedicó a realizar obras por encargo.
Se cree que es un homenaje a Carrier-Belleuse, pues tuvo una gran repercusión en los primeros trabajos de Rodin.

## Descripción

### Antecedentes
Esta pieza fue inspirada por el romanticismo de la segunda mitad del siglo XVIII y fue creada por el artista francés durante su estancia en Bruselas, a causa de la guerra franco-prusiana, con el también escultor Albert-Ernest Carrier-Belleuse.

### Detalle
En este busto, se aprecia a una mujer. Su cabeza se encuentra adornado por un pañuelo, su rostro, el cual mantiene un gesto de melancolía y que refleja un meticuloso estudio de Rodin sobre las proporciones ideales del rostro al mantener la simetría del mismo, se inclina hacia la derecha en elegante pose y permite ver un largo cuello del que pende un camafeo. Este busto se encuentra sobre una base.
Para su elaboración, experimentó con diversos materiales, primero en yeso, después en porcelana de Sèvres y en mármol blanco. Posteriormente, debido a la mala situación económica por la que atravesaba Rodin, este vendió a la Compañía de Bronces en Bruselas (Compagnie des Bronzes) sus esculturas de Suzon y Dosia, siendo ellos los únicos autorizados en reproducirlas, de ahí que se realizaran múltiples vaciados de esta pieza, en distintos tamaños, para galerías y colecciones privadas.

### Cambio de visión
Posteriormente el propio Rodin estaría en contra de la simetría en una escultura, declarando que había sido parte de sus "pecados de juventud". Dicho aspecto fue cambiado por la experimentación estética y así se convertiría en uno de los escultores más importantes de su época.